# العلاقات الهندية البوليفية
العلاقات الهندية البوليفية هي العلاقات الثنائية التي تجمع بين الهند وبوليفيا.

## مقارنة بين البلدين
هذه مقارنة عامة ومرجعية للدولتين:
| وجه المقارنة                                              | الهند                       | بوليفيا                                          |
| --------------------------------------------------------- | --------------------------- | ------------------------------------------------ |
| المساحة (كم2)                                             | 3.29 مليون                  | 1.10 مليون                                       |
| عدد السكان (نسمة)                                         | 1.35 مليار                  | 11.05 مليون                                      |
| الكثافة السكانية (ن./كم²)                                 | 410.33                      | 10.05                                            |
| العاصمة                                                   | نيودلهي                     | سوكري، لاباز                                     |
| اللغة الرسمية                                             | اللغة الهندية، لغة إنجليزية | اللغة الإسبانية، اللغة الأيمرية، كتشوا، غوارانية |
| العملة                                                    | روبية هندية                 | بوليفاريو بوليفي                                 |
| الناتج المحلي الإجمالي (بليون دولار)                      | 2.60 تريليون                | 37.51 مليار                                      |
| الناتج المحلي الإجمالي (تعادل القوة الشرائية) بليون دولار | 8.00 تريليون                | 74.58 مليار                                      |
| الناتج المحلي الإجمالي الاسمي للفرد دولار أمريكي          | 1.60 ألف                    | 3.08 ألف                                         |
| الناتج المحلي الإجمالي للفرد دولار أمريكي                 | 5.70 ألف                    | 6.63 ألف                                         |
| مؤشر التنمية البشرية                                      | 0.609                       | 0.662                                            |
| رمز المكالمات الدولي                                      | +91                         | +591                                             |
| رمز الإنترنت                                              | .in، .भारत ‏، .بھارت ‏،        | .bo                                              |
| المنطقة الزمنية                                           | ت ع م+05:30، توقيت الهند    | 00                                               |

## منظمات دولية مشتركة
يشترك البلدان في عضوية مجموعة من المنظمات الدولية، منها:
| علم المنظمة | اسم المنظمة                        | تاريخ انضمام الهند | تاريخ انضمام بوليفيا |
| ----------- | ---------------------------------- | ------------------ | -------------------- |
|             | الاتحاد البريدي العالمي            | ?                  | ?                    |
|             | مؤسسة التنمية الدولية              | 24 سبتمبر 1960     | 21 يونيو 1961        |
|             | منظمة حظر الأسلحة الكيميائية       | ?                  | ?                    |
|             | منظمة التجارة العالمية             | 1995               | 12 سبتمبر 1995       |
|             | الأمم المتحدة                      | 30 أكتوبر 1945     | 14 نوفمبر 1945       |
|             | وكالة ضمان الاستثمار متعدد الأطراف | 6 يناير 1994       | 3 أكتوبر 1991        |
|             | منظمة الشرطة الجنائية الدولية      | ?                  | ?                    |
|             | مؤسسة التمويل الدولية              | 20 يوليو 1956      | 20 يوليو 1956        |
|             | الاتحاد الدولي للاتصالات           | 1869               | 1 يونيو 1907         |
|             | البنك الدولي للإنشاء والتعمير      | 27 ديسمبر 1945     | 27 ديسمبر 1945       |
|             | يونسكو                             | 4 نوفمبر 1946      | 13 نوفمبر 1946       |

## وصلات خارجية
- موقع وزارة الخارجية الهندية
- موقع وزارة الخارجية البوليفية